# Aage Larsen
Aage Ernst Larsen (ur. 3 sierpnia 1923 w Søborg, zm. 31 października 2016 we Fredensborgu) – duński wioślarz i wojskowy, srebrny medalista olimpijski.
Wystąpił na igrzyskach olimpijskich w Londynie w 1948, gdzie wspólnie z Ebbe Parsnerem wywalczył srebrny medal w dwójkach podwójnych. W finale o 4 sekundy przegrali z Brytyjczykami, a o 17,1 sekundy wyprzedzili osadę Urugwaju. Na rozgrywanych cztery lata później igrzyskach olimpijskich w Helsinkach w tej samej konkurencji odpadli w pierwszej rundzie.
W tej konkurencji zdobyli złote medale na mistrzostwach Europy w Amsterdamie (1949) i mistrzostwach Europy w Mediolanie (1950). 
W trakcie II wojny światowej służył w Kongelige Danske Marine. Po zakończeniu kariery sportowej pracował w stoczni duńskiej firmy DFDS. Na początku lat 60' przeprowadził się do Fredensborga, gdzie pracował na stacji benzynowej.